# Hatchlands Park
Hatchlands Park est une maison de campagne en briques rouges avec des jardins environnants à East Clandon, Surrey, Angleterre, couvrant 170 hectares (430 acres). Elle est située près de Guildford le long de l'A246 entre East Clandon et West Horsley. Hatchlands Park est une propriété classée Grade I depuis 1967. Les jardins sont classés Grade II en 2007.

## Histoire
Le domaine appartient initialement à l'Abbaye de Chertsey étant mentionné dans le Domesday Book. En 1544, après la dissolution des monastères, il est accordé par Henri VIII à Sir Anthony Browne et à son épouse, Lady Elizabeth FitzGerald (« The Fair Geraldine » d'Henry Howard). Le premier enregistrement visuel du parc est montré sur une carte John Seller de 1693 .
Le domaine est acheté en 1750 par l'amiral Edward Boscawen qui aménage le terrain; pour la maison, il emploie l'architecte Stiff Leadbetter (en). La veuve d'Edward Boscawen, Fanny vend le domaine en 1770 à la famille Sumner de la Compagnie des Indes Orientales ; le père et le fils apportent d'autres modifications à la propriété. Le père, William Brightwell Sumner, charge Benjamin Armitage d'apporter des modifications, et son fils, George Holme Sumner, demande à Humphry Repton (1752–1818) de redessiner le parc et le jardin. Vers la fin du siècle, Joseph Bonomi est chargé de modifier plusieurs salles et d'imposer un frontispice sur la façade ouest.
En 1888, la famille Sumner vend le domaine à Lord Rendel. Il fait apporter d'importants changements au tissu de la maison. Rendel est principalement son propre architecte, mais il emploie également son neveu par alliance, Halsey Ricardo, et charge Reginald Blomfield de construire la salle de musique. Rendel colore et dore les plafonds d'Adam, embellit l'escalier avec des décorations rococo et oriente l'entrée principale de la maison vers l'est. Rendel charge également Gertrude Jekyll de concevoir les jardins qui contiennent un parterre. Le petit-fils de Lord Rendel, Harry Stuart Goodhart-Rendel, qui est architecte et officier de l'armée britannique, hérite de la maison en 1913. Il donne le domaine au National Trust en 1945.
La maison est ouverte au public, mais fermée certains jours de la semaine. Cependant, le Parkland est désormais ouvert 363 jours par an.

## L'intérieur
La maison contient de splendides intérieurs de Robert Adam, décorés dans un style nautique approprié : les ancres, les canons, les dauphins et les nymphes de la mer sont présidés par Neptune lui-même qui traverse la maison à l'image de son premier propriétaire Edward Boscawen.

## Collection Cobbe

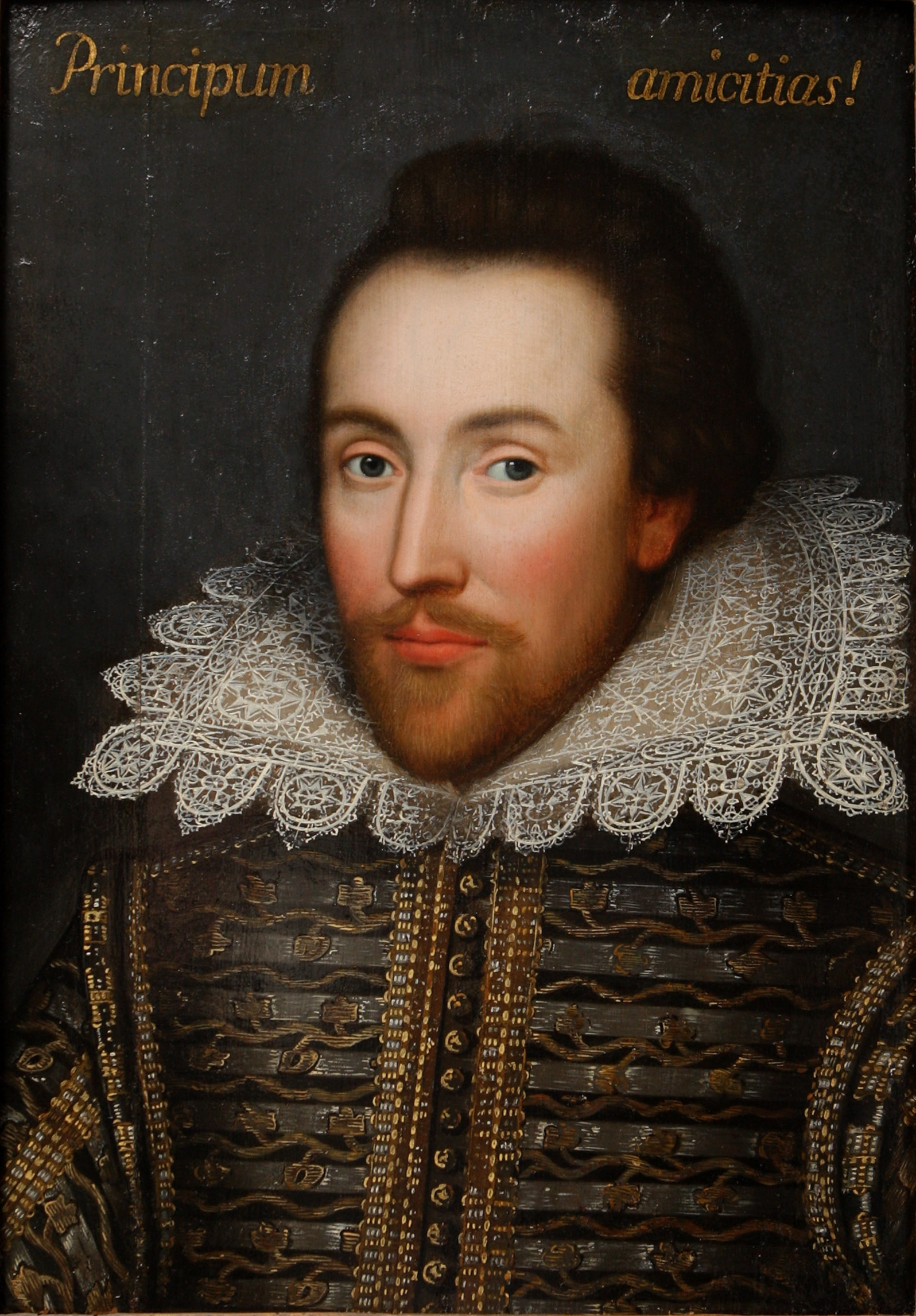
Portrait de Cobbe, peut-être de William Shakespeare

La maison abrite la collection Cobbe ; avec quarante-deux instruments à clavier historiques, c'est le plus grand ensemble de ce genre au monde . De nombreux instruments sont associés à des compositeurs célèbres. Les instruments comprennent des clavecins et des pianofortes datant de 1750 à 1840 - dont un pianoforte Erard réputé ayant appartenu à Marie-Antoinette. C'est l'un des rares instruments français de l'époque à échapper à la destruction pour le bois de chauffage à la suite de la Révolution de 1789. Les pièces sont rassemblées pour représenter les fabricants d'instruments qui étaient très appréciés ou fréquentés par les compositeurs, plutôt que pour illustrer une histoire complète ou technique de la fabrication des claviers. Douze des instruments appartenaient à de grands compositeurs tels que Purcell, JC Bach, Mozart, Beethoven, Chopin, Liszt, Mahler et Elgar .
Hatchlands abrite également une partie de la collection de peintures Cobbe, notamment ce qui est prétendu être l'un des deux seuls portraits survivants de William Shakespeare peints de son vivant .